# Ліпа (Конецький повіт)
Ліпа (пол. Lipa) — село в Польщі, у гміні Руда-Маленецька Конецького повіту Свентокшиського воєводства.
Населення — 348 осіб (2011).
У 1975-1998 роках село належало до Келецького воєводства.

## Демографія
Демографічна структура на день 31 березня 2011 року:
|          | Загалом | Допрацездатний вік | Працездатний вік | Постпрацездатний вік |
| -------- | ------- | ------------------ | ---------------- | -------------------- |
| Чоловіки | 166     | 29                 | 116              | 21                   |
| Жінки    | 182     | 34                 | 92               | 56                   |
| Разом    | 348     | 63                 | 208              | 77                   |